# Hermann Huppen
Hermann Huppen (født 17. juli 1938, Bévercé) er – under navnet Hermann – en kendt belgisk tegneserietegner.
Han har lavet flere album i samarbejde med sønnen Yves Huppen, der arbejder under navnet "Yves H."

## Serier
Nogle af Hermann Huppens serier er:
- Bernard Prince, skrevet af Greg – udkom på dansk i fart og tempo
- Red Kelly, skrevet af Greg – udkom på dansk i fart og tempo
- Jeremiah – senere en tv-serie
- Tårnene i Maury-skoven
- Jugurtha
- Lille Nic i Drømmeland
- Djævlen fra de 7 have
- Trilogie USA
- Duke

## Album
Enkeltalbum:
- Afrika
- Caatinga
- Færgemanden
- Game Over
- Månesyge
- Nylon-manden
- Old Pa Anderson
- Sarajevo Tango
- Station 16
- Sære fortællinger
- Gensyn med Congo
- Uden nåde
- Vandisandi
- Vlad Pælespidderen
- Wild Bill er død
- Zhong Guo